# Beočin

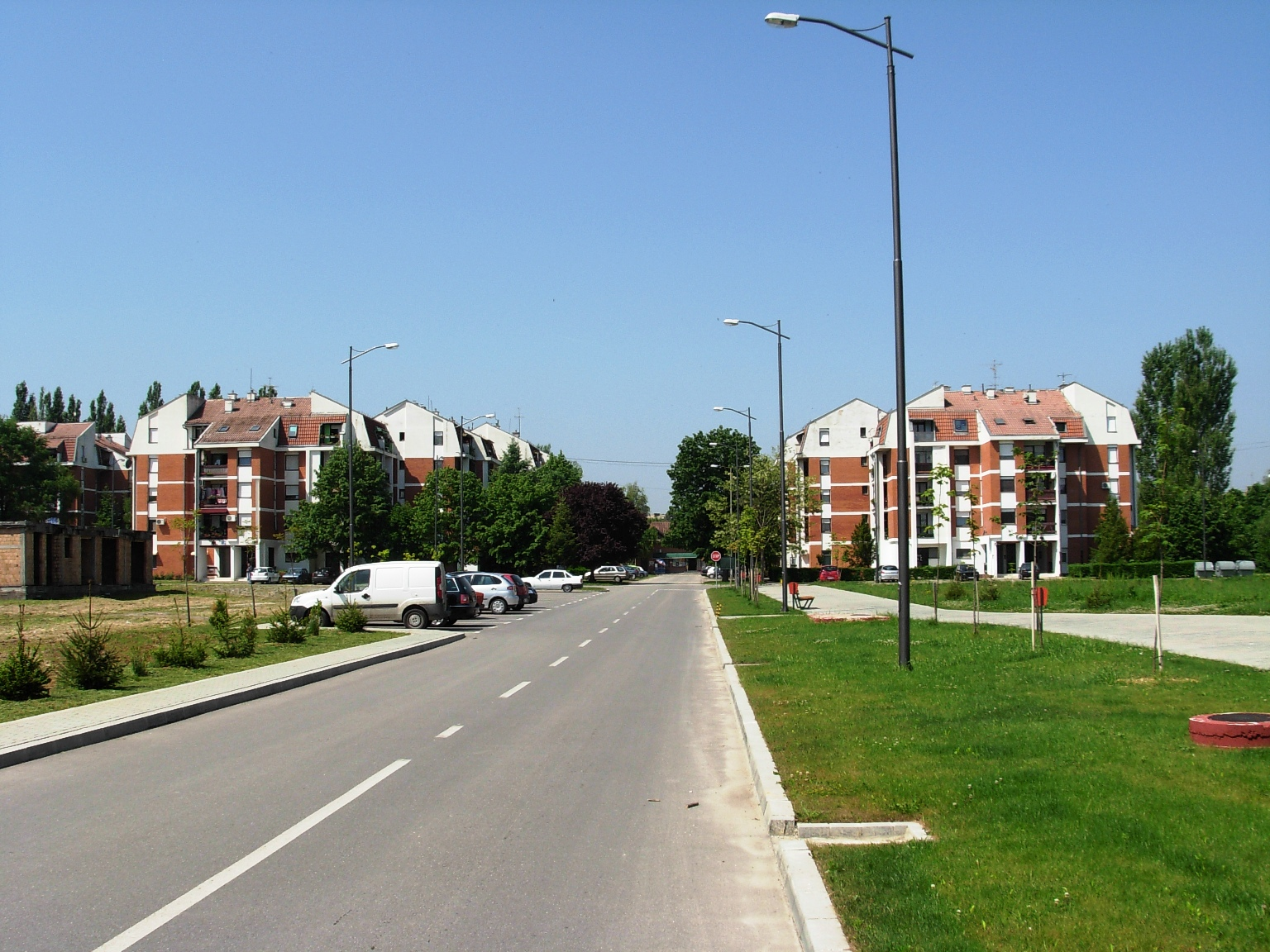
Ulice Cara Dušana v centru Beočina

Beočin (v srbské cyrilici Беочин) je město v západní části autonomní oblasti Vojvodiny, v severním Srbsku. Patří k menším městům; v roce 2002 měl 8 058 obyvatel.
Administrativně je součástí Jihobačského okruhu a historicky jedním ze sídel v regionu Bačka, který ohraničuje ze severu řeka Dunaj a z jihu řeka Sáva. Samo město se nachází v blízkosti řeky Dunaje a pohoří Fruška Gora, na silnici, spojující Ilok s Novým Sadem. Město je v Srbsku známé především díky cementárně, která kdysi zaměstnávala tisíce lidí. Do ní také vedla původně i železniční trať, dnes zrušená. Díky cementárně měl Beočin i svůj nákladní přístav na řece Dunaji.
Stejně jako ostatní sídla v okolí se Beočin rozrůstal v údolí potoka, který vytéká z pohoří Fruška Gora do Dunaje (v případě Beočinu je to Kozarský potok). Moderní město se rozvíjelo na břehu řeky Dunaje, v blízkosti továrny. Dnes jsou obě části města označovány odděleně jako Beočin-grad (město) a Beočin-selo (původní zástavba). Ve starší části Beočinu lze najít dvě zajímavé kulturní památky – sídlo rodiny Spitzer (Spitzerův zámek) a klášter Beočin. Od kláštera se nabízejí turistické trasy směrem do pohoří Fruška Gora.
Opština Beočin, která zahrnuje kromě města dalších 8 sídel (většinou vesnic) měla v roce 2002 celkem 16 068 obyvatel.